# Krivaja (rzeka)
Krivaja – rzeka w Bośni i Hercegowinie, prawy dopływ Bośni. Jej długość wynosi 101 km.

## Opis
Powierzchnia jej dorzecza wynosi 1387 km². Powstaje koło Olova z połączenia Biošticy i Stupčanicy. Do Bośni wpada koło miasta Zavidovići.